# 市川聡悟

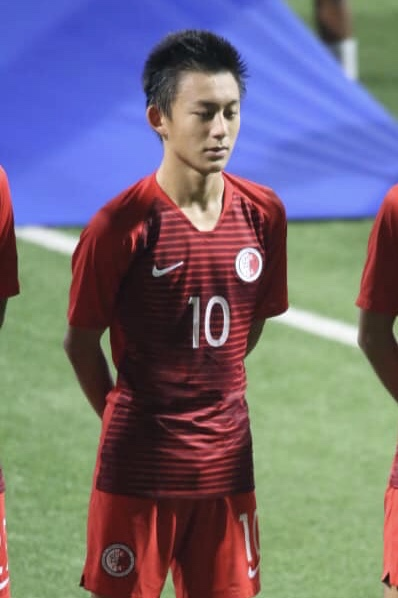
香港U-16代表にて

市川 聡悟（いちかわ そうご、2004年7月30日 - ）は、大阪府八尾市出身で香港籍も有するサッカー選手。中国名は趙 聡悟（ちょう そうご）。ポジションはMF。

## 来歴
香港U-16代表としての出場歴がある他、2020年には飛び級でU-19代表に招集された。
傑志体育会の下部組織出身で2021年5月19日に香港プレミアリーグで選手初出場。AFCチャンピオンズリーグ2021ではセレッソ大阪戦2試合を含む全6試合でベンチ入りした。
2022年7月、EAFF E-1サッカー選手権2022に臨む香港代表に17歳で初選出され、19日初戦の日本戦で途中出場しA代表デビューを飾った。
2023年7月12日、南区足球会に期限付き移籍。

## 代表歴
- 国際Aマッチ初出場 - 2022年7月19日 EAFF E-1サッカー選手権2022 vs日本代表（県立カシマサッカースタジアム）

出場大会
- U-16香港代表
- U-22香港代表
  - AFCU-23アジアカップ2022・予選（2021年）

- 香港代表
  - EAFF E-1サッカー選手権2022（2022年）